# Jean-Baptiste Le Moyne de Bienville
Jean-Baptiste Le Moyne de Bienville [výslovnost] (23. února 1680 Montréal – 7. března 1767 Paříž) byl kolonizátor, narozený v Montrealu v provincii Québec, a opakovaně jeden z prvních guvernérů Francouzské Louisiany, jmenovaný čtyřikrát v navzájem oddělených obdobích během let 1701–1743. Byl mladším bratrem objevitele a průzkumníka Pierra Le Moyna d'Ibervilla. Je také znám jako Sieur de Bienville.

## Prozkoumávání Nového světa
Jean Baptiste Le Moyne byl synem Charlese le Moyna, narozeného v Longueil poblíž Dieppe a Catherine Primotové (známá také jako Catherine Thierryová), narozené v Rouenu (obě města leží v Normandii). Charles le Moyne založil rodinu v osadě Ville-Marie (dnešní Montreal) v raném věku a měl celkem čtrnáct dětí. V sedmnácti letech se Bienville přidal ke svému bratru Ibervillovi na výpravu, která měla založit kolonii Louisiana. Bienville prozkoumal pobřeží Mexického zálivu, objevil Chandeleur Islands u pobřeží Louisiany a Cat Island a Ship Island u pobřeží dnešního státu Mississippi. Pak se přesunul na západ, aby se plavil proti proudu Mississippi. Nakonec se výprava odvážila až do míst, kde je dnes Baton Rouge a řeka False River. Než zamířil zpátky do Francie, založil Iberville v dubnu 1699 první osadu louisianské kolonie pod jménem Fort Maurepas neboli Staré Biloxi (v současnosti Ocean Springs ve státě Mississippi) a jmenoval Sauvolla de la Villantryho guvernérem společně s Bienvillem jako zástupcem (Lieutenant) a druhým v pořadí velení.
Po Ibervillově odjezdu podnikl Bienville další výpravu nahoru proti proudu Mississippi a v místě dnes zvaném English Turn narazil na anglická plavidla. Poté, co se po svém návratu dozvěděl o tomto nečekaném střetnutí, dal Iberville Bienvillovi pokyn založit osídlení na Mississippi, a to na první pevné zemi, kterou nalezne. V roce 1699 tak Bienville založil padesát mil proti proudu pevnůstku Fort de la Boulaye.

## Guvernérem Louisiany
Po Sauvollově smrti v roce 1701 Bienville nastoupil na pozici guvernéra nového teritoria na první ze svých čtyř funkčních období. K roku 1701 zůstalo v kolonii pouze 180 osob, zbytek pomřel na podvýživu a nemoci. Bienville byl guvernérem celkem 30 let.

## Spoluzakladatel města Mobile
Na doporučení svého bratra Bienville většinu osadníků přestěhoval na nové sídliště v dnešní Alabamě, na západní straně řeky Mobile, nazývané Fort Louis de la Mobile (či „Mobille“). Také založil pro potřeby kolonie nedaleko odtud na ostrově Dauphin Island hluboký přístav, neboť záliv Mobile Bay a řeka Mobile byly příliš mělké pro zámořské koráby. Počet obyvatel kolonie dalších pár let různě fluktuoval. Roku 1704, z části kvůli obavě, že by sbližování francouzských vojáků s domorodými ženami mohlo vést ke konfliktům, zorganizoval Bienville dovoz čtyřiadvaceti mladých Francouzek. Podle tradičního podání byly tyto mladé ženy vybírány z klášterů, i když většina byla pravděpodobně z chudých rodin. Do Nového světa cestovaly se svými majetky uloženými do truhliček známých jako cassettes. Proto jsou v místních historkách známy jako casquettová děvčata (volně česky kasketky), což je tvar vyskytující se v raných záznamech (francouzsky filles à la cassette, anglicky casquette girls), v anglickém překladu se pak pravopis zjednodušil na termín casket girls vyskytující se v pozdějším podání.
Mladé dámy byly ubytovány v Bienvillově domě pod dohledem Frankokanaďanky známé jako Madame Langlois. (Podle tradičního podání byla ovdovělou sestřenicí Bienvilla a jeho bratrů, ale není to nijak potvrzeno.) Madame Langlois pochytila od místních domorodých kmenů umění kuchyňsky zpracovávat místní suroviny a předala tyto znalosti svým svěřenkyním; tak pravděpodobně vznikla tradice kreolské kuchyně. Jména a osudy většiny „kasketek“ jsou nejistá, ale alespoň některá děvčata v kolonii zůstala a provdala se za francouzské vojáky, jak bylo zamýšleno. První narození bílého dítěte bylo zaznamenáno v roce 1705.
Počet obyvatel kolonie v další generaci kolísal, když do roku 1708 vyrostl na 281 osob, ale o dva roky později v důsledku nákazy klesl na 178 osob. Roku 1709 zaplavila Fort Louis de la Mobile velká zátopa: v důsledku ní a propuknutí epidemie nařídil Bienville v roce 1711 posunout sídliště dolů po proudu do míst, kde se dnes rozkládá Mobile a postavit jinou dřevěnou pevnost Fort Louis. V roce 1712, kdy Antoine Crozat, jmenovaný králem, převzal správu kolonie, se kolonie pyšnila populací 400 osob. V roce 1713 dorazil nový guvernér z Francie a Bienville se přestěhoval dále na západ, kde v roce 1716 založil Rosalie v místech nynějšího Natchez pevnost Fort Rosalie. Nový guvernér, Antoine de Lamothe-Cadillac, nevydržel ve službě dlouho kvůli svému nesprávnému řízení kolonie. Byl odvolán zpět do Francie roku 1716 a Bienville opět převzal guvernérské kormidlo; v úřadu sloužil necelý rok, než dorazil z Francie nový guvernér, Jean-Michel de Lepinay. Lepinay nicméně nevydržel v úřadu dlouho, protože Crozat se vzdal kontroly nad kolonií a předal její správu Johnu Lawovi a jeho Indické společnosti. V roce 1718 byl Bienville opět louisianským guvernérem a v tomto období založil město Nový Orléans.

## Otec Nového Orleánu
Bienville v roce 1717 psal ředitelům Společnosti, že objevil na řece Mississippi půlměsícovitý záhyb, který byl podle jeho názoru bezpečný před přílivovými vlnami a hurikány, a navrhoval, že by právě zde mohlo být postaveno nové hlavní město kolonie. Povolení bylo uděleno a Bienville se v roce 1718 vydal začít s výstavbou. Do roku 1719 byl postaven dostatečný počet chýší a skladovacích přístřešků, takže Bienville mohl začít stěhovat své lidi a zásoby z pevnosti Mobile. Po neshodách s hlavním inženýrem kolonie Le Blondem de La Tourem nařídil v roce 1720 Bienville pomocnému inženýrovi Adrienovi De Paugerovi nakreslit plány nového města. V roce 1721 Pauger narýsoval čtyřúhelník o rozměru jedenáct krát sedm bloků, dnes známý jako Francouzská čtvrť či Vieux Carre. Poté, co se přestěhoval do svého nového domova na místě zvaném Celnice, pojmenoval Bienville nové město La Nouvelle-Orléans na počest Filipa II. z Orléansu, regenta Francie. Nový Orléans se stal hlavním městem Francouzské Louisiany v roce 1723, během Bienvillova třetího období.

## Otec města Biloxi
V roce 1719, během války čtverné aliance (1718–1720), přestěhoval Bienville hlavní město Francouzské Louisiany z Mobile poblíž fronty s španělskou základnou Pensacola zpět do Fort Maurepas (Old Biloxi). Nicméně, kvůli přesouvání písečných lavic bylo sídliště přesunuto na druhou stranu Biloxijského zálivu, a tak bylo roku 1719 založeno Nové Biloxi (či Nouvelle-Biloxi nebo „Bilocci“). Po přesunu bylo Fort Maurepas spáleno (podle francouzského zvyku, který měl zabránit znovuosídlení opuštěných staveb nepřátelskými silami). Během roku 1719 byly podzemní konstrukce a základy Nového Orléanu úplně zaplaveny (6 palců či výše), což vedlo k závěru, že aby mohl vzniknout funkční přístav, bude nezbytné navézt půdu nebo vybudovat hráze. Vládnoucí rada sice chtěla zachovat hlavní město u Mexického zálivu, to jest v Biloxi, ale písčitá půda v jeho okolí komplikovala zemědělství a bouře hnaly a posouvaly písky do přístavu v Biloxi, zatímco městiště Nového Orléanu mohlo být považováno za hluboký přístav stojící blíže k zemědělské půdě. Nakonec, v červnu 1722, začal Bienville stěhovat hlavní město do Nového Orléanu, přičemž přestěhování dokončil v srpnu 1722. Rok 1723 byl prvním celým rokem, kdy byl Nový Orléans hlavním městem Francouzské Louisiany.

## Čikaské indiánské války
V roce 1725 byl Bienville odvolán do Francie. Předal kolonii do rukou Boisbrianta, kterého pak vystřídal Étienne Périer. Bienville znovu zaujal svůj post v čele Louisiany v roce 1733. Toto poslední období v úřadu mělo být ve znamení vystupňovaného konfliktu, jak se vztahy s indiány kmene Chickasaw stále zhoršovaly. Bienville bezprostředně po eskalaci napětí začal plánovat ofenzívu ze dvou směrů. Nařídil guvernérovi distriktu Illinois Pierru d'Artaguettovi, aby mu se všemi dostupnými silami z oblasti vyšel vstříc a setkal se s ním v zemi Čikasů, aby zahájili koordinovaný útok. Při této akci ale Bienville dorazil pozdě, takže d'Artaguette zaútočil nezávisle na něm 25. března 1736 a byl rozdrcen. Po několika týdnech příprav zaútočil Bienville z jihu 26. května a sám byl krvavě odražen. Ponížený Bienville pak zorganizoval druhé tažení, sebral své síly a shromáždil je v roce 1739 u Chickasaw Bluff. Čikasové podali žádost o mír a Bienville s nimi v dubnu 1740 uzavřel mírovou smlouvu. Po dvou taženích, které dopadly tak odlišně od očekávání, požádal Bienville, aby byl zproštěn guvernérského úřadu.
Zatímco čekal, než dorazí nový guvernér, pomohl Bienville založit špitál Charity Hospital, který obdařil prostředky plavec Jean Louis. Také velel záchranářským pracím, když na podzim roku 1740 udeřily na pobřeží Mexického zálivu dva hurikány. Nový guvernér dorazil roku 1743 a Bienville odplul zpět do Francie. Přesto se, dokonce i ve Francii, snažil udělat, co bylo v jeho silách, aby pomohl kolonii, kterou tak dlouho budoval, a neúspěšně vystupoval proti předání kolonie z francouzských rukou do španělských. Bienville zemřel v Paříži roku 1767.